# مسجد روح ترکمن‌باشی
مسجد روح ترکمن‌باشی (ترکمنی: Türkmenbaşy Ruhy Metjidi) در روستای قپچاق، در حدود هفت کیلومتری غرب مرکز شهر عشق‌آباد، پایتخت ترکمنستان، واقع شده است.
مسجد روح ترکمن‌باشی توسط شرکت فرانسوی بوویگ در زادگاه رئیس‌جمهور پیشین کشور، صفرمراد نیازف ساخته شده است. این مسجد در تاریخ ۲۲ اکتبر سال ۲۰۰۴ گشایش یافت و ساخت آن همزمان با ساخت آرامگاهی برای نیازف صورت گرفت که هر دو پروژه به عنوان آماده‌سازی رئیس‌جمهور برای درگذشتش احداث شدند. نیازف دو سال بعد از آن فوت کرد و در ۲۴ دسامبر ۲۰۰۶ در آرامگاه یادشده به خاک سپرده شد.
در مسجد روح ترکمن‌باشی نسخه‌ای از قرآن و همچنین نسخه‌ای از روح‌نامه قرار داده شده است. این امر مناقشه‌برانگیز شده و بسیاری از مسلمانان از اینکه در این مکان کتاب روح‌نامه همسنگ با قرآن نهاده شده معترضند.